# زمان استراحت اسپین–لاتیس

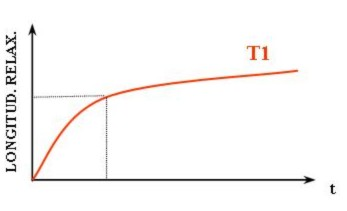
نمودار T1

زمان استراحت اسپین-لاتیس یا زمان آسایش اسپین-شبکه (به انگلیسی: Spin-lattice relaxation time) یک کمیت در فیزیک پزشکی و بویژه در ام آر آی است. این کمیت را با T1 نشان می‌دهند.
برطبق تعریف، به مدت زمانی که طول می‌کشد تا Mz (مؤلفه بردار جمع اسپین‌ها در محور طولی نرمال) افزایش یافته و ۶۳٪ از مقدار اولیه خود را بازیابد (معادله زیر) ثابت زمانی T1 گویند.